# Hotel Riviera
Hotel Riviera Strand är ett hotell i Båstad. Det ursprungliga Hotel Riviera köptes upp 2007 för att skapa ett nytt lyxigt familjehotell vid havet. Det nya hotellet öppnade 2015. Finansiärerna bakom Hotel Riviera Strand är Peabgrundaren Erik Paulsson, entreprenören Douglas Roos, finansmannen Mats Qviberg och tennisspelaren Nicklas Kulti genom bolaget Tennis Lodge i Båstad AB.

## Det ursprungliga Hotel Riviera
Hotel Riviera var när det byggdes 1931-32 ett lyxigt hotell och dansrestaurang vid den finkorniga sandstranden "Rivieran". Hotellet bestod av en restaurangbyggnad och en hotellbyggnad belägna i en naturlig park nära stranden. Byggnaderna ritades av arkitekten August Svensson i en blandning av nyklassicism och funktionalism som inte får rivas eller förvanskas.[källa behövs] Särdrag och karaktär rör främst den arkitektoniska uppbyggnaden med matsalens upphöjda takparti med lanternin som sträcker sig över hela dansgolvet samt anslutande galleriliknande uppehållsutrymmen med oväntade genomblickar i interiören. Även byggnadens södra 1920-talspräglade funkisexteriör med den på samma gång celebrerande och intima entrégården (loggian) med sin terrass kan anses ha kulturhistoriskt intresse.
Restaurangdelen revs någon gång under perioden 5 augusti till 16 september 2014. Rivningen godkändes av kommunen förutsatt att en kopia av restaurangen byggs upp. Länsstyrelsen har anmärkt på handläggningen eftersom det inte framgår tydligt att den skulle rivas.

### Kiosken
Tillsammans med Hotel Rivieras restaurangdel anses den ursprungliga kiosken Klitterhörn öster om restaurangen ha ett särskilt bevarandevärde. Klitterhörn ritades av arkitekten Erik Friberger och är ett q-märkt funkishus. Den används numera som bostadshus som byggdes ut i slutet av 1990-talet efter ritningar av Kay Linghoff. 

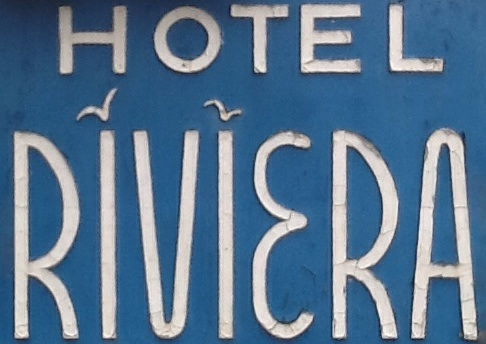
Logotyp till ursprungliga Hotel Riviera
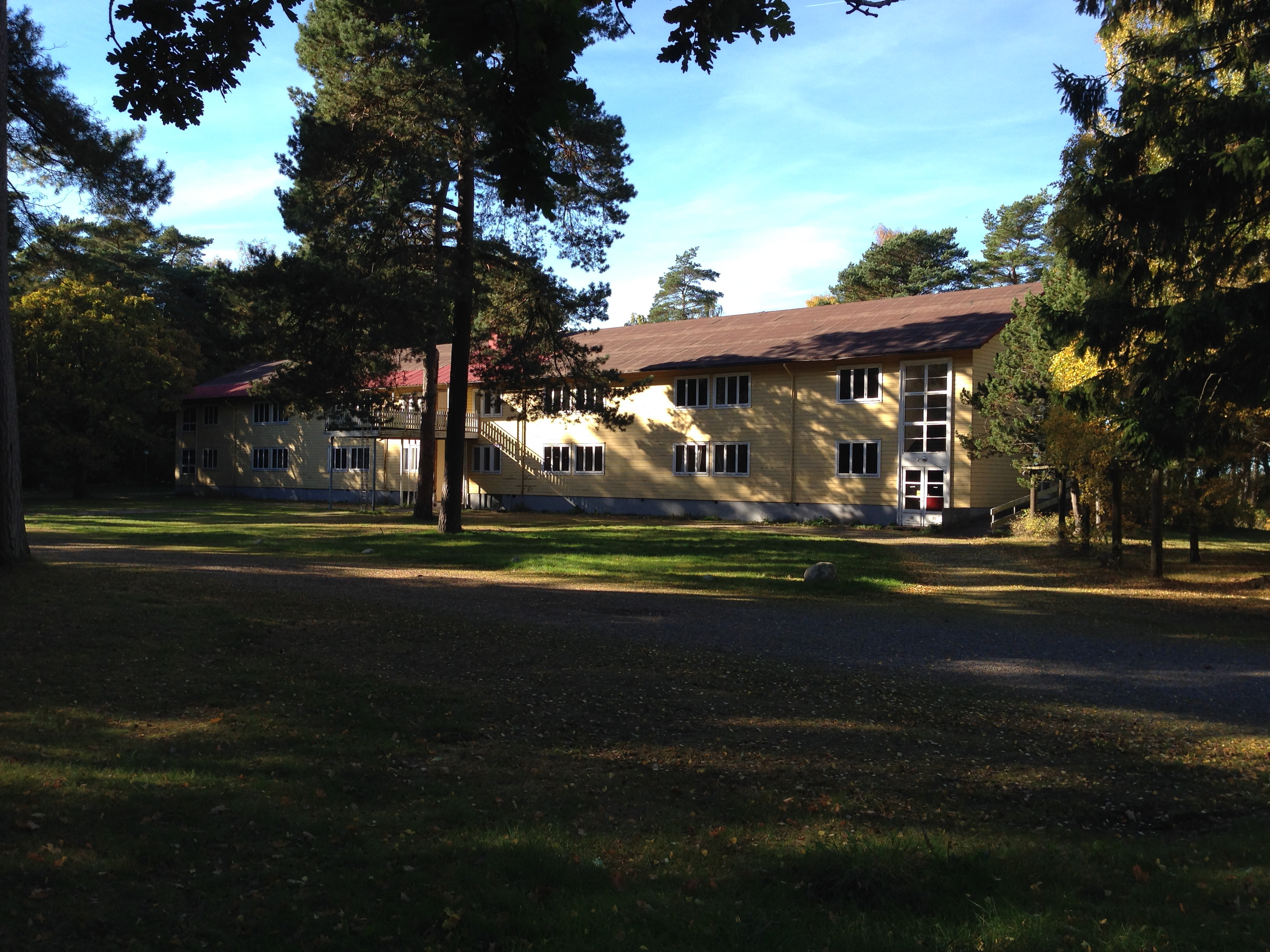
Bild av det ursprungliga hotellet fotograferat innan hotellet revs 2013.
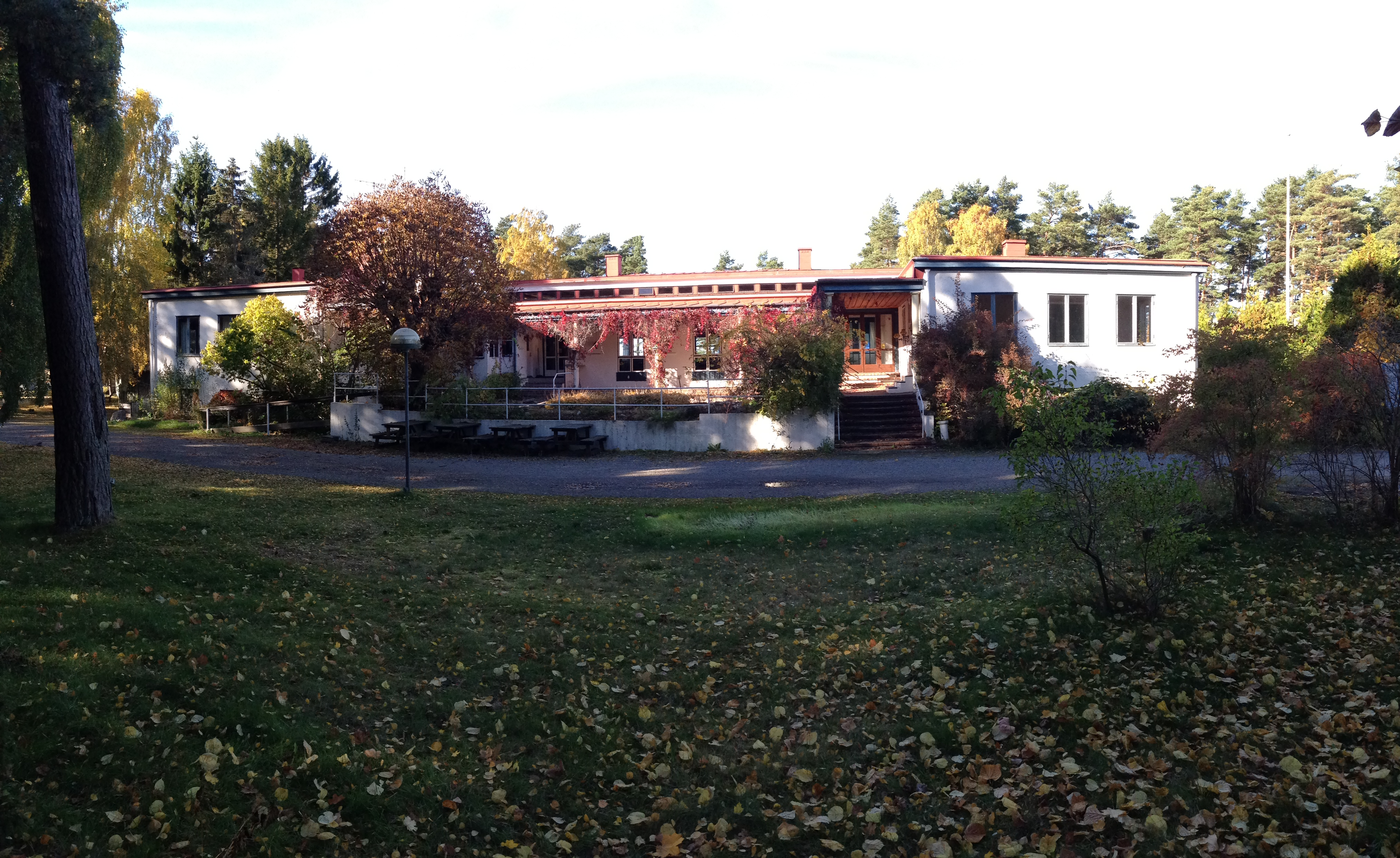
Restaurangen från entrén med sitt kännetecknande atrium
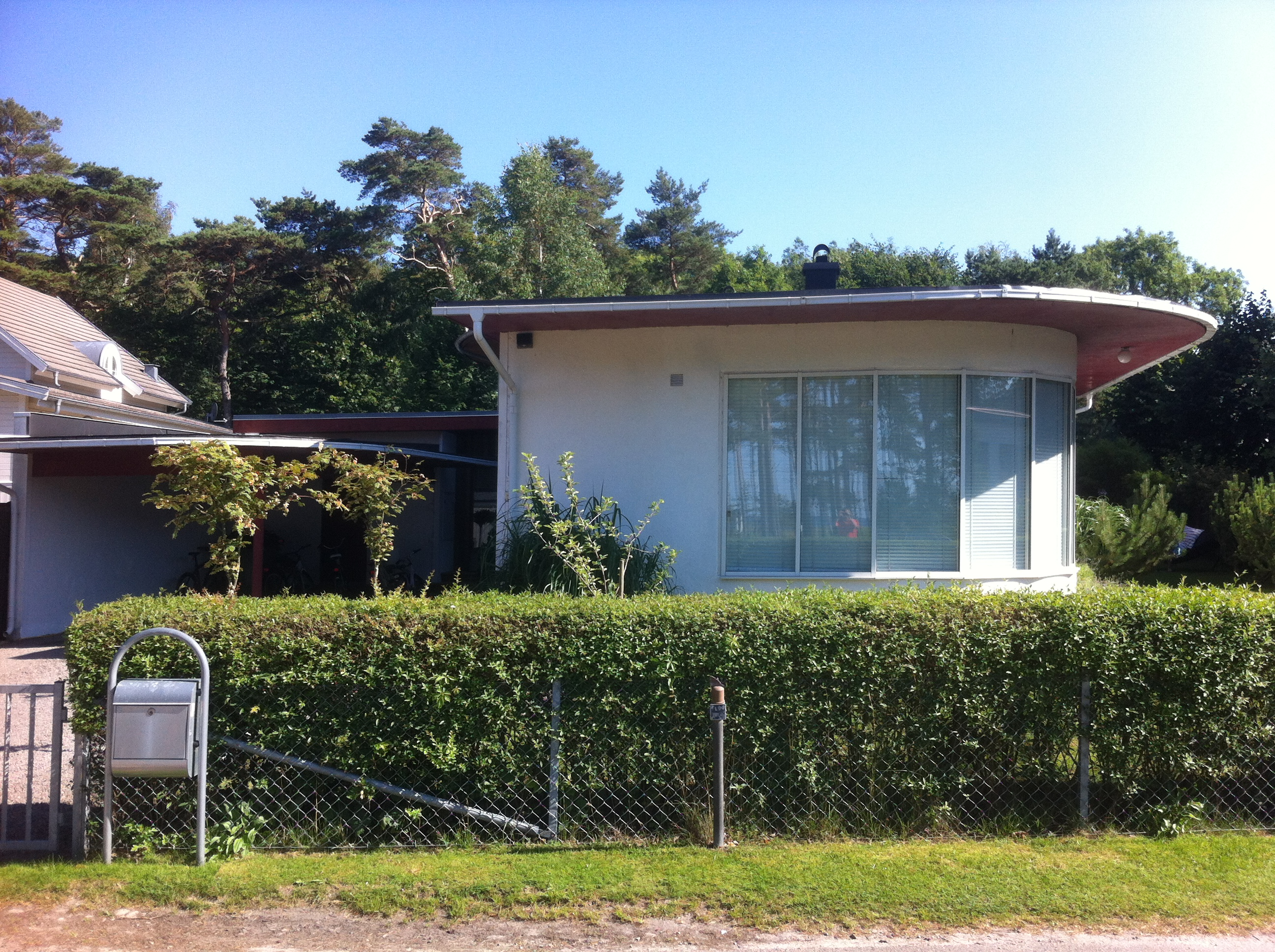
Det q-märkta funkishuset "Klitterhörn" som först var en kiosk